# مایکل روس
مایکل روس (به انگلیسی: Michael Ruse) (۲۱ ژوئن ۱۹۴۰ – ۱ نوامبر ۲۰۲۴) فیلسوف زیست‌شناسی در دانشگاه ایالتی فلوریدا بود که به خاطر کارهایش در زمینه مناقشه بین نظریه فرگشت و آفرینش‌گرایی و نیز در زمینه تعیین حدود علم مشهور شده است. وی یک خداناباور بود، ولی معتقد بود نظریه فرگشت با ایمان مسیحی می‌تواند سازگاری داشته باشد.